# Раздел IX
Раздел IX (англ. Title IX, с 2002 года Закон Пэтси Такемото Минк о равных возможностях в образовании, Patsy Takemoto Mink Equal Opportunity in Education Act) — федеральный закон США, запрещающий дискриминацию по половому признаку в рамках образовательных программ.

## Предпосылки и законодательный процесс
Раздел IX был частью изменений в законодательстве США, связанных с расширением представлений о правах человека и гражданина в 1960-е годы. Сама его формулировка была основана на формулировке Раздела VI Закона о гражданских правах 1964 года. Этот раздел запрещал дискриминацию на основании расовой принадлежности, цвета кожи или этнического происхождения в рамках образовательных программ, получающих федеральную финансовую помощь. Пол, однако, в числе критериев, которые объявлялись незаконными, в 1964 году ещё не фигурировал, в отличие от Раздела VII того же закона, запрещавшего дискриминацию при трудоустройстве. Однако действие Раздела VII не распространялось на образование.
Вопрос о дискриминации против женщин в учреждениях высшего образования был поднят общественной активисткой Бернис Резник-Сандлер, вначале подошедшей к этой проблема с точки зрения возможностей трудоустройства. Толчком стал опыт самой Сандлер, которая к моменту окончания доктората в Мэрилендском университете уже вела в этом вузе курсы, но была отвергнута как кандидат на полную преподавательскую ставку. В 1970 году Сандлер и другие активистки подали групповой иск против вузов США и, в частности, Мэрилендского университета, обвиняя их в последовательной дискриминации при найме и оплате труда женщин в национальном масштабе.
Союзницей Сандлер в Конгрессе была Эдит Грин, республиканский депутат Палаты представителей от Орегона. Летом 1970 года Грин организовала в Конгрессе слушания по вопросу о дискриминации женщин в высшем образовании. Первоначально она планировала внести поправки, запрещавшие дискриминацию по половому признаку, в Закон о гражданских правах, но из-за опасений повредить закону в целом предпочла подготовить отдельный законопроект. Одновременно с ней сходный проект подготовил и сенатор Берч Бай. Продвижение проектов проходило в борьбе с лобби вузов, пытавшимся вывести из-под их действия как минимум образование на первой степени, а также военные школы. Грин и Бая поддержала член Палаты представителей Пэтси Минк, ставшая автором окончательной формулировки законопроекта.
После того, как последние разночтения в законопроектах в Палате представителей и Сенате были урегулированы, Конгресс принял поправку к законодательству, запрещающую дискриминацию по половому признаку при получении доступа к образовательным программам, 8 июня 1972 года. 23 июня президент США Ричард Никсон подписал пакет поправок к закону об образовании, в который входил и Раздел IX. Эти поправки вступили в силу с 1 июля 1972 года.

## Текст
В редакции, подписанной президентом Никсоном 23 июня 1972 года, закон гласит:
Ни одно лицо в Соединённых Штатах не может быть по признаку пола исключено из участия, лишено льгот или подвергнуто дискриминации в рамках любой образовательной программы или мероприятия, получающих федеральную финансовую помощь.

## Общественное значение
Хотя Раздел IX охватывает все образовательные программы и мероприятия в США, наибольшее значение он имел для развития женского студенческого спорта. До его принятия американские вузы направляли абсолютное большинство средств на мужские спортивные программы, тогда как женский спорт практически не финансировался: к 1972 году вузы тратили на женские программы только 2 % от общих ассигнований на студенческий спорт. Лишь одна из 27 студенток занималась спортом в рамках вузовской программы. В 1974, 1975 и 1977 годах предпринимались попытки внести в закон поправки, исключающие из-под его юрисдикции спортивные программы, приносящие доход (это в первую очередь касалось американского футбола), но все они были отвергнуты. Более того, в 1975 году половая дискриминация в спортивных программах была запрещена текстуально. В 1979 году Министерство здравоохранения и социальных служб США опубликовало окончательную интерпретацию закона, обязывавшую образовательные учреждения предоставлять равные возможности участия в спортивных программ для студентов мужского и женского пола.
В 1984 году, рассматривая иск «Гроув-Сити против Белла», Верховный суд США принял решение, согласно которому действие Раздела IX распространяется только непосредственно на программы, получающие федеральное финансирование, и таким образом спортивные программы вузов под него не подпадают. Однако в 1988 году был принят Закон о восстановлении гражданских прав, прямо говоривший о том, что действие Раздела IX распространяется на все программы и мероприятия под эгидой учебных заведений, получающих федеральную финансовую помощь, а не только программы, в которые эта помощь непосредственно направляется.
Ещё одно знаковое судебное решение было принято в 1992 году по делу «Франклин против публичных школ округа Гуиннетт». Верховный суд США постановил, что в случаях, когда доказано, что образовательное учреждение целенаправленно отказывалось от соблюдения Раздела IX, оно должно выплатить пострадавшим высокие компенсации.